# Chariochilus costipennis
Chariochilus costipennis är en skalbaggsart som beskrevs av Moser 1908. Chariochilus costipennis ingår i släktet Chariochilus och familjen Melolonthidae. Inga underarter finns listade i Catalogue of Life.